# Eusceptis koehleri
Eusceptis koehleri là một loài bướm đêm trong họ Noctuidae.